# Halton Stadium
Le Stobart Stadium Halton est un stade principalement utilisé pour le rugby et le football situé dans la ville de Widnes près de Liverpool.
Il a pour clubs résidents le club de rugby à XIII des Widnes Vikings et la réserve du club de football d'Everton.

## Histoire
Inauguré le 12 octobre 1895, sa capacité est actuellement de 13 350 places.